# Benalla
Benalla – miasto w Australii, w stanie Wiktoria.